# Yeltsin Tejeda
Yeltsin Ignacio Tejeda Valverde (Limón, 17 marzo 1992) è un calciatore costaricano, centrocampista dell'Herediano e della nazionale costaricana.

## Biografia
Si chiama come il presidente della Russia Boris Yeltsin.

## Carriera

### Nazionale
Viene convocato per la Copa América Centenario negli Stati Uniti e per il Mondiale 2018 in Russia.
Tejeda è stato selezionato nella squadra della Costa Rica per il 2009 CONCACAF U-17 Championship e è stato convocato per il 2011 CONCACAF U-20 Championship. Ha giocato per il suo paese nei 2009 FIFA U-17 World Cup e nei 2011 FIFA U-20 World Cup.
Ha debuttato ufficialmente nella Costa Rica national football team l'11 dicembre 2011 in una partita amichevole contro il Cuba, a Havana, e ha accumulato un totale di 30 presenze, senza segnare gol, fino a novembre 2014. Tejeda ha avuto un ruolo chiave durante la riuscita qualificazione della Costa Rica al Mondiale FIFA 2014 e durante il torneo finale. Ha inoltre partecipato alla 2013 Copa Centroamericana e alla 2013 CONCACAF Gold Cup.
Nel maggio 2018 è stato convocato nella Costa Rica 23 per il 2018 FIFA World Cup in Russia.
Nel novembre 2022, Tejeda è stato convocato nella squadra di 26 giocatori della Costa Rica per il 2022 FIFA World Cup. Il 1º dicembre, nell'ultima partita della fase a gironi della Costa Rica, ha segnato il suo primo gol per la Costa Rica contro la Germania in una sconfitta per 4-2.

## Statistiche

### Cronologia presenze e reti in nazionale
| Cronologia completa delle presenze e delle reti in nazionale ― Costa Rica | Cronologia completa delle presenze e delle reti in nazionale ― Costa Rica | Cronologia completa delle presenze e delle reti in nazionale ― Costa Rica | Cronologia completa delle presenze e delle reti in nazionale ― Costa Rica | Cronologia completa delle presenze e delle reti in nazionale ― Costa Rica | Cronologia completa delle presenze e delle reti in nazionale ― Costa Rica | Cronologia completa delle presenze e delle reti in nazionale ― Costa Rica | Cronologia completa delle presenze e delle reti in nazionale ― Costa Rica |
| Data                                                                      | Città                                                                     | In casa                                                                   | Risultato                                                                 | Ospiti                                                                    | Competizione                                                              | Reti                                                                      | Note                                                                      |
| ------------------------------------------------------------------------- | ------------------------------------------------------------------------- | ------------------------------------------------------------------------- | ------------------------------------------------------------------------- | ------------------------------------------------------------------------- | ------------------------------------------------------------------------- | ------------------------------------------------------------------------- | ------------------------------------------------------------------------- |
| 11-11-2011                                                                | L'Avana                                                                   | Cuba                                                                      | 1 – 1                                                                     | Costa Rica                                                                | Amichevole                                                                | -                                                                         | 69’                                                                       |
| 23-12-2011                                                                | Cabudare                                                                  | Venezuela                                                                 | 0 – 2                                                                     | Costa Rica                                                                | Amichevole                                                                | -                                                                         | 66’                                                                       |
| 22-3-2012                                                                 | Kingston                                                                  | Giamaica                                                                  | 0 – 0                                                                     | Costa Rica                                                                | Amichevole                                                                | -                                                                         | 86’                                                                       |
| 12-4-2012                                                                 | San José                                                                  | Costa Rica                                                                | 1 – 1                                                                     | Honduras                                                                  | Amichevole                                                                | -                                                                         | 76’                                                                       |
| 26-5-2012                                                                 | San José                                                                  | Costa Rica                                                                | 3 – 2                                                                     | Guatemala                                                                 | Amichevole                                                                | -                                                                         | 61’                                                                       |
| 12-9-2012                                                                 | Città del Messico                                                         | Messico                                                                   | 1 – 0                                                                     | Costa Rica                                                                | Qual. Mondiali 2014                                                       | -                                                                         | 76’                                                                       |
| 13-10-2012                                                                | San Salvador                                                              | El Salvador                                                               | 0 – 1                                                                     | Costa Rica                                                                | Qual. Mondiali 2014                                                       | -                                                                         | 54’                                                                       |
| 17-10-2012                                                                | San José                                                                  | Costa Rica                                                                | 7 – 0                                                                     | Guyana                                                                    | Qual. Mondiali 2014                                                       | -                                                                         | 75’                                                                       |
| 22-1-2013                                                                 | San José                                                                  | Costa Rica                                                                | 1 – 1                                                                     | Guatemala                                                                 | Coppa centroamericana 2013 - 1º turno                                     | -                                                                         |                                                                           |
| 28-5-2013                                                                 | Edmonton                                                                  | Canada                                                                    | 0 – 1                                                                     | Costa Rica                                                                | Amichevole                                                                | -                                                                         |                                                                           |
| 11-6-2013                                                                 | Città del Messico                                                         | Messico                                                                   | 1 – 0                                                                     | Costa Rica                                                                | Qual. Mondiali 2014                                                       | -                                                                         |                                                                           |
| 9-7-2013                                                                  | Portland                                                                  | Costa Rica                                                                | 3 – 0                                                                     | Cuba                                                                      | Gold Cup 2013 - 1º turno                                                  | -                                                                         |                                                                           |
| 16-7-2013                                                                 | East Hartford                                                             | Stati Uniti                                                               | 1 – 0                                                                     | Costa Rica                                                                | Gold Cup 2013 - 1º turno                                                  | -                                                                         |                                                                           |
| 21-7-2013                                                                 | Baltimora                                                                 | Honduras                                                                  | 1 – 0                                                                     | Costa Rica                                                                | Gold Cup 2013 - Quarti di finale                                          | -                                                                         |                                                                           |
| 14-8-2013                                                                 | Santo Domingo                                                             | Rep. Dominicana                                                           | 0 – 4                                                                     | Costa Rica                                                                | Amichevole                                                                | -                                                                         | 46’                                                                       |
| 6-9-2013                                                                  | San José                                                                  | Costa Rica                                                                | 3 – 1                                                                     | Stati Uniti                                                               | Qual. Mondiali 2014                                                       | -                                                                         | 73’                                                                       |
| 10-9-2013                                                                 | Kingston                                                                  | Giamaica                                                                  | 1 – 1                                                                     | Costa Rica                                                                | Qual. Mondiali 2014                                                       | -                                                                         | 57’                                                                       |
| 16-10-2013                                                                | San José                                                                  | Costa Rica                                                                | 2 – 1                                                                     | Messico                                                                   | Qual. Mondiali 2014                                                       | -                                                                         | 72’                                                                       |
| 22-1-2014                                                                 | Coquimbo                                                                  | Cile                                                                      | 4 – 0                                                                     | Costa Rica                                                                | Amichevole                                                                | -                                                                         | 72’                                                                       |
| 26-1-2014                                                                 | Los Angeles                                                               | Costa Rica                                                                | 0 – 1                                                                     | Corea del Sud                                                             | Amichevole                                                                | -                                                                         | 75’                                                                       |
| 6-3-2014                                                                  | San José                                                                  | Costa Rica                                                                | 2 – 1                                                                     | Paraguay                                                                  | Amichevole                                                                | -                                                                         | 45’                                                                       |
| 3-6-2014                                                                  | Tampa                                                                     | Costa Rica                                                                | 1 – 3                                                                     | Giappone                                                                  | Amichevole                                                                | -                                                                         | 76’                                                                       |
| 14-6-2014                                                                 | Fortaleza                                                                 | Uruguay                                                                   | 1 – 3                                                                     | Costa Rica                                                                | Mondiali 2014 - 1º turno                                                  | -                                                                         | 74’                                                                       |
| 20-6-2014                                                                 | Recife                                                                    | Italia                                                                    | 0 – 1                                                                     | Costa Rica                                                                | Mondiali 2014 - 1º turno                                                  | -                                                                         | 68’                                                                       |
| 24-6-2014                                                                 | Belo Horizonte                                                            | Costa Rica                                                                | 0 – 0                                                                     | Inghilterra                                                               | Mondiali 2014 - 1º Turno                                                  | -                                                                         |                                                                           |
| 29-6-2014                                                                 | Recife                                                                    | Costa Rica                                                                | 1 – 1 dts (6 - 4 dtr)                                                     | Grecia                                                                    | Mondiali 2014 - Ottavi di finale                                          | -                                                                         | 48’ 66’                                                                   |
| 5-7-2014                                                                  | Salvador                                                                  | Paesi Bassi                                                               | 0 – 0 dts (4 - 3 dtr)                                                     | Costa Rica                                                                | Mondiali 2014 - Quarti di finale                                          | -                                                                         | 97’                                                                       |
| 10-10-2014                                                                | Mascate                                                                   | Oman                                                                      | 3 – 4                                                                     | Costa Rica                                                                | Amichevole                                                                | -                                                                         |                                                                           |
| 14-10-2014                                                                | Seul                                                                      | Corea del Sud                                                             | 1 – 3                                                                     | Costa Rica                                                                | Amichevole                                                                | -                                                                         |                                                                           |
| 14-11-2014                                                                | Montevideo                                                                | Uruguay                                                                   | 2 – 2                                                                     | Costa Rica                                                                | Amichevole                                                                | -                                                                         | 22’ 80’                                                                   |
| 27-3-2015                                                                 | San José                                                                  | Costa Rica                                                                | 0 – 0                                                                     | Paraguay                                                                  | Amichevole                                                                | -                                                                         | 74’ 84’                                                                   |
| 5-9-2015                                                                  | Harrison                                                                  | Brasile                                                                   | 1 – 0                                                                     | Costa Rica                                                                | Amichevole                                                                | -                                                                         | 77’                                                                       |
| 9-9-2015                                                                  | San José                                                                  | Costa Rica                                                                | 1 – 0                                                                     | Paraguay                                                                  | Amichevole                                                                | -                                                                         | 63’                                                                       |
| 9-10-2015                                                                 | San José                                                                  | Costa Rica                                                                | 0 – 1                                                                     | Sudafrica                                                                 | Amichevole                                                                | -                                                                         | 74’                                                                       |
| 28-5-2016                                                                 | San José                                                                  | Costa Rica                                                                | 2 – 1                                                                     | Venezuela                                                                 | Amichevole                                                                | -                                                                         | 63’                                                                       |
| 4-6-2016                                                                  | Orlando                                                                   | Costa Rica                                                                | 0 – 0                                                                     | Paraguay                                                                  | Coppa America 2016 - 1º Turno                                             | -                                                                         | 1’ 59’                                                                    |
| 12-6-2016                                                                 | Houston                                                                   | Colombia                                                                  | 2 – 3                                                                     | Costa Rica                                                                | Coppa America 2016 - 1º Turno                                             | -                                                                         | 78’                                                                       |
| 9-10-2016                                                                 | Krasnodar                                                                 | Russia                                                                    | 3 – 4                                                                     | Costa Rica                                                                | Amichevole                                                                | -                                                                         | 66’                                                                       |
| 16-11-2016                                                                | San José                                                                  | Costa Rica                                                                | 4 – 0                                                                     | Stati Uniti                                                               | Amichevole                                                                | -                                                                         | 69’                                                                       |
| 28-3-2017                                                                 | San Pedro Sula                                                            | Honduras                                                                  | 1 – 1                                                                     | Costa Rica                                                                | Qual. Mondiali 2018                                                       | -                                                                         | 82’                                                                       |
| 8-7-2017                                                                  | Harrison                                                                  | Honduras                                                                  | 0 – 1                                                                     | Costa Rica                                                                | Gold Cup 2017 - 1º turno                                                  | -                                                                         | 71’                                                                       |
| 12-7-2017                                                                 | Houston                                                                   | Costa Rica                                                                | 1 – 1                                                                     | Canada                                                                    | Gold Cup 2017 - 1º turno                                                  | -                                                                         | 61’                                                                       |
| 8-7-2017                                                                  | Frisco                                                                    | Costa Rica                                                                | 3 – 0                                                                     | Guyana francese                                                           | Gold Cup 2017 - 1º turno                                                  | -                                                                         |                                                                           |
| 20-7-2017                                                                 | Filadelfia                                                                | Costa Rica                                                                | 1 – 0                                                                     | Panama                                                                    | Gold Cup 2017 - Quarti di finale                                          | -                                                                         | 76’                                                                       |
| 23-7-2017                                                                 | Arlington                                                                 | Costa Rica                                                                | 0 – 2                                                                     | Stati Uniti                                                               | Gold Cup 2017 - Semifinale                                                | -                                                                         | 74’                                                                       |
| 11-11-2017                                                                | Malaga                                                                    | Spagna                                                                    | 5 – 0                                                                     | Costa Rica                                                                | Amichevole                                                                | -                                                                         |                                                                           |
| 23-3-2018                                                                 | Glasgow                                                                   | Scozia                                                                    | 0 – 1                                                                     | Costa Rica                                                                | Amichevole                                                                | -                                                                         | 58’                                                                       |
| 27-3-2018                                                                 | Nizza                                                                     | Tunisia                                                                   | 1 – 0                                                                     | Costa Rica                                                                | Amichevole                                                                | -                                                                         | 64’                                                                       |
| 3-6-2018                                                                  | San José                                                                  | Costa Rica                                                                | 3 – 0                                                                     | Irlanda del Nord                                                          | Amichevole                                                                | -                                                                         | 64’                                                                       |
| 7-6-2018                                                                  | Leeds                                                                     | Inghilterra                                                               | 2 – 0                                                                     | Costa Rica                                                                | Amichevole                                                                | -                                                                         | 69’                                                                       |
| 11-6-2018                                                                 | Bruxelles                                                                 | Belgio                                                                    | 4 – 1                                                                     | Costa Rica                                                                | Amichevole                                                                | -                                                                         |                                                                           |
| 22-6-2018                                                                 | San Pietroburgo                                                           | Brasile                                                                   | 2 – 0                                                                     | Costa Rica                                                                | Mondiali 2018 - 1º turno                                                  | -                                                                         | 83’                                                                       |
| 1-2-2020                                                                  | Carson                                                                    | Stati Uniti                                                               | 1 – 0                                                                     | Costa Rica                                                                | Amichevole                                                                | -                                                                         | 70’                                                                       |
| 11-10-2020                                                                | San José                                                                  | Costa Rica                                                                | 0 – 1                                                                     | Panama                                                                    | Amichevole                                                                | -                                                                         | 75’                                                                       |
| 14-10-2020                                                                | San José                                                                  | Costa Rica                                                                | 0 – 1                                                                     | Panama                                                                    | Amichevole                                                                | -                                                                         |                                                                           |
| 27-3-2021                                                                 | Zenica                                                                    | Bosnia ed Erzegovina                                                      | 0 – 0                                                                     | Costa Rica                                                                | Amichevole                                                                | -                                                                         | 73’                                                                       |
| 4-6-2021                                                                  | Commerce City                                                             | Messico                                                                   | 0 – 0 dts (5 - 4 dtr)                                                     | Costa Rica                                                                | CONCACAF Nations League 2019-2020 - Semifinale                            | -                                                                         |                                                                           |
| 7-6-2021                                                                  | Commerce City                                                             | Honduras                                                                  | 2 – 2 dts (5 - 4 dtr)                                                     | Costa Rica                                                                | CONCACAF Nations League 2019-2020 - Finale 3º posto                       | -                                                                         |                                                                           |
| 10-6-2021                                                                 | Sandy                                                                     | Stati Uniti                                                               | 4 – 0                                                                     | Costa Rica                                                                | Amichevole                                                                | -                                                                         | 75’                                                                       |
| 22-8-2021                                                                 | Carson                                                                    | El Salvador                                                               | 0 – 0                                                                     | Costa Rica                                                                | Amichevole                                                                | -                                                                         |                                                                           |
| 8-10-2021                                                                 | San Pedro Sula                                                            | Honduras                                                                  | 0 – 0                                                                     | Costa Rica                                                                | Qual. Mondiali 2022                                                       | -                                                                         |                                                                           |
| 11-10-2021                                                                | San José                                                                  | Costa Rica                                                                | 2 – 1                                                                     | El Salvador                                                               | Qual. Mondiali 2022                                                       | -                                                                         |                                                                           |
| 14-10-2021                                                                | Columbus                                                                  | Stati Uniti                                                               | 2 – 1                                                                     | Costa Rica                                                                | Qual. Mondiali 2022                                                       | -                                                                         |                                                                           |
| 13-11-2021                                                                | Edmonton                                                                  | Canada                                                                    | 1 – 0                                                                     | Costa Rica                                                                | Qual. Mondiali 2022                                                       | -                                                                         |                                                                           |
| 17-11-2021                                                                | San José                                                                  | Costa Rica                                                                | 2 – 1                                                                     | Honduras                                                                  | Qual. Mondiali 2022                                                       | -                                                                         | 86’                                                                       |
| 28-1-2022                                                                 | San José                                                                  | Costa Rica                                                                | 1 – 0                                                                     | Panama                                                                    | Qual. Mondiali 2022                                                       | -                                                                         |                                                                           |
| 31-1-2022                                                                 | Città del Messico                                                         | Messico                                                                   | 0 – 0                                                                     | Costa Rica                                                                | Qual. Mondiali 2022                                                       | -                                                                         | 85’                                                                       |
| 3-2-2022                                                                  | Kingston                                                                  | Giamaica                                                                  | 0 – 1                                                                     | Costa Rica                                                                | Qual. Mondiali 2022                                                       | -                                                                         | 89’                                                                       |
| 25-3-2022                                                                 | San José                                                                  | Costa Rica                                                                | 1 – 0                                                                     | Canada                                                                    | Qual. Mondiali 2022                                                       | -                                                                         | 45’                                                                       |
| 27-3-2022                                                                 | San Salvador                                                              | El Salvador                                                               | 1 – 2                                                                     | Costa Rica                                                                | Qual. Mondiali 2022                                                       | -                                                                         |                                                                           |
| 31-3-2022                                                                 | San José                                                                  | Costa Rica                                                                | 2 – 0                                                                     | Stati Uniti                                                               | Qual. Mondiali 2022                                                       | -                                                                         | 64’                                                                       |
| 5-6-2022                                                                  | San José                                                                  | Costa Rica                                                                | 2 – 0                                                                     | Martinica                                                                 | CONCACAF Nations League 2022-2023 - 1º turno                              | -                                                                         |                                                                           |
| 14-6-2022                                                                 | Doha                                                                      | Costa Rica                                                                | 1 – 0                                                                     | Nuova Zelanda                                                             | Qual. Mondiali 2022                                                       | -                                                                         |                                                                           |
| 23-11-2022                                                                | Doha                                                                      | Spagna                                                                    | 7 – 0                                                                     | Costa Rica                                                                | Mondiali 2022 - 1º turno                                                  | -                                                                         |                                                                           |
| 27-11-2022                                                                | Doha                                                                      | Giappone                                                                  | 0 – 1                                                                     | Costa Rica                                                                | Mondiali 2022 - 1º turno                                                  | -                                                                         |                                                                           |
| 1-12-2022                                                                 | Doha                                                                      | Costa Rica                                                                | 2 – 4                                                                     | Germania                                                                  | Mondiali 2022 - 1º turno                                                  | 1                                                                         | 90’                                                                       |
| 26-3-2023                                                                 | Fort-de-France                                                            | Martinica                                                                 | 1 – 2                                                                     | Costa Rica                                                                | CONCACAF Nations League 2022-2023 - 1º turno                              | -                                                                         |                                                                           |
| 29-3-2023                                                                 | San José                                                                  | Costa Rica                                                                | 0 – 1                                                                     | Panama                                                                    | CONCACAF Nations League 2022-2023 - 1º turno                              | -                                                                         | 89’                                                                       |
| 16-11-2023                                                                | San José                                                                  | Costa Rica                                                                | 0 – 3                                                                     | Panama                                                                    | CONCACAF Nations League 2023-2024 - Quarti di finale                      | -                                                                         | 60’                                                                       |
| Totale                                                                    |                                                                           | Presenze                                                                  | 79                                                                        |                                                                           | Reti                                                                      | 1                                                                         |                                                                           |